# 샌타애나강

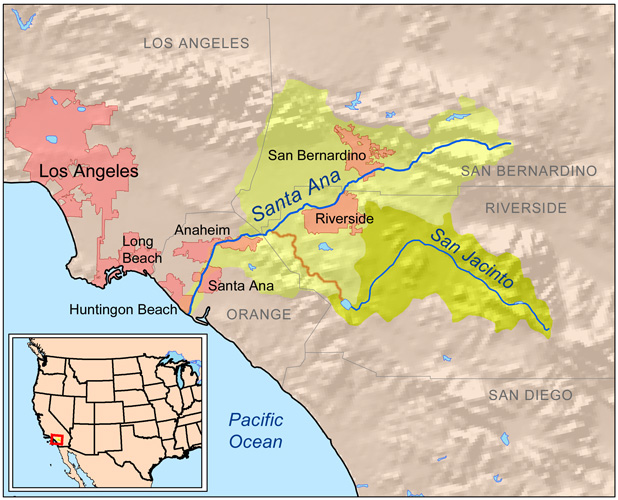
샌타애나강 지도

샌타애나강은 미국 남부 캘리포니아 내에 완전히 위치한 가장 큰 강이다. 이 강은 샌버너디노 산맥에서 발원하여 대부분의 길이를 샌버너디노군과 리버사이드군을 통과하며 흐르다가, 샌타애나 협곡을 통해 북부 샌타애나 산맥을 가로지르고 도시화된 오렌지군을 지나 남서쪽으로 흘러 태평양으로 유입된다. 샌타애나강은 길이 96 마일 (154 km)이며, 유역 면적은 2,650 제곱마일 (6,900 km2)이다.
샌타애나 유역은 북쪽과 동쪽의 내륙 산맥 고봉에서부터 인랜드엠파이어의 뜨겁고 건조한 내륙 및 반사막 분지, 그리고 오렌지군의 평평한 해안 평원에 이르기까지 다양한 지형을 가지고 있다. 고산 기후와 고산림 지역을 포함하고 있지만, 유역의 대부분은 건조한 사막과 관목림 환경으로 구성된다. 낮은 지역 강우량으로 인해 강은 짧은 겨울철을 제외하고는 소량의 물만 운반하며, 겨울철에는 거대한 돌발홍수에 취약하다. 유역 남부를 배수하는 샌재신토강은 극히 습한 해에만 샌타애나강으로 흘러든다. 다양한 동물 및 식물 군집이 샌타애나강을 따라 있는 하안지대와 잔존하는 습지에 의존한다.
인류는 적어도 9,000년 전부터 샌타애나강에 거주했다. 루푹그나, 겡가, 파즈벵가, 톳파비트, 후투크나가 마을이 강을 따라 위치했다. 이 강은 1769년 스페인의 포르톨라 탐험대 대원들에 의해 처음 발견되었고, 그들에게서 이름을 얻었다. 광범위한 지역에서 유일하게 신뢰할 수 있는 수원 중 하나였기 때문에, 많은 대규모 란초가 이 강과 주요 지류 중 하나인 샌티아고 크릭을 따라 발전했다. 이 지역이 미국에 편입된 후 경제는 농업으로 전환되었고, 20세기에는 도시화되었다. 이 시기에 설립된 많은 도시들, 예를 들어 샌타애나, 리버사이드, 애너하임은 이 강에서 이름을 따왔다. 강의 홍수 위협으로부터 도시 지역을 보호하기 위해 대규모 수로화 및 댐 건설 프로젝트가 착수되었고, 이는 자연 강 수로의 대부분을 상실하는 결과를 초래했다.

## 경로

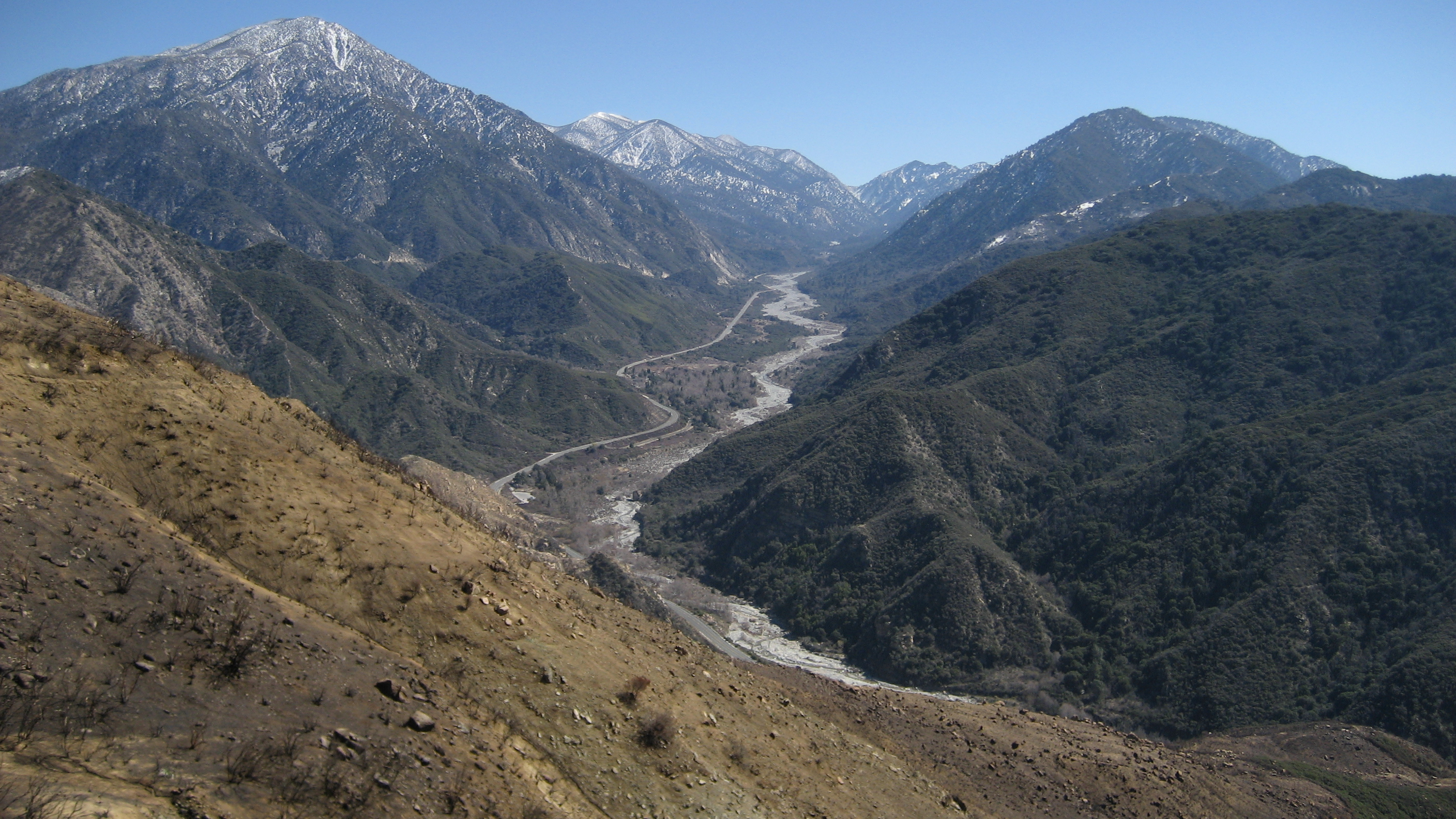
밀 크릭(사진)은 샌타애나강의 주요 발원지 지류 중 하나이다.

샌타애나강은 남부 샌버너디노 산맥에서 두 작은 개울인 하트 바 크릭과 쿤 크릭이 합류하는 지점, 해발 6,991 피트 (2,131 m)에서 발원한다. 가장 높은 발원지는 사우스 포크 샌타애나강의 발원지에 있는 샌고르고니오 산 북쪽 사면에 있는 돌라르 레이크(해발 9,288 피트 (2,831 m))와 드라이 레이크(해발 9,068 피트 (2,764 m))이다. 이 강은 넓고 깊고 숲이 우거진 산골짜기를 서쪽으로 흐른다. 발원지에서 약 18 마일 (29 km) 떨어진 곳에서 북쪽에서 흘러드는 첫 번째 주요 지류인 베어 크릭과 합류한다. 베어 크릭은 인기 있는 레크리에이션 산악 호수인 빅베어레이크에서 물을 공급받는다. 강은 남쪽으로 꺾여 세븐 오크스 댐을 통과하여 샌버너디노군과 리버사이드군의 많은 부분을 덮고 있는 건조한 인랜드엠파이어 저지대에 도달한다. 남쪽에서 밀 크릭과 합류하고 샌버너디노 남쪽을 지나 북쪽에서 시티 크릭, 남쪽에서 샌티모테오 크릭과 합류한다. 지하수함양을 위한 물 전환으로 인해, 강 바닥은 밀 크릭과 리버사이드 북쪽에 있는 베올리아 수처리 공장 배출구 사이 구간에서는 일반적으로 건조하지만, 이 배출구는 연중 흐름을 회복시킨다. 그곳에서 프라도 댐까지 강은 상당한 녹지가 있는 하안지대를 지탱한다.
샌티모테오 크릭과의 합류 지점에서 멀지 않은 곳에서 라이틀 크릭이 북쪽에서 유입된다. 라이틀 크릭은 샌타애나강의 가장 큰 지류 중 하나로, 샌개브리얼 산맥의 세 갈래에서 발원하여 남동쪽으로 흐르다가 라이틀 크릭 워시(Lytle Creek Wash)로 샌타애나강으로 흘러든다. 그곳에서 강은 남서쪽으로 꺾여 서부 리버사이드를 통과한 후, 일반적으로 건조한 프라도 댐으로 형성된 홍수 조절 저수지로 유입된다. 두 주요 지류인 치노 크릭이 북쪽에서, 테메스칼 크릭이 남쪽에서 저수지 지역에서 합류한다. 테메스칼 크릭은 샌재신토강이 흘러드는 엘시노어 호수의 유출구를 제공하기 때문에 모든 지류 중 가장 넓은 지역을 배수한다. 또한 길이 32 마일 (51 km)로 가장 긴 지류 중 하나이다. 엘시노어 호수가 넘칠 만큼 채워지는 극히 습한 해를 제외하고는 테메스칼 크릭은 샌타애나강으로 물을 거의 기여하지 않는다.
프라도 댐 아래에서 샌타애나강은 오렌지군으로 진입하여 좁은 샌타애나 협곡을 통해 샌타애나 산맥과 치노힐스 사이를 가로지른다. 이 강은 대략 군을 양분하며 바다를 향해 남서쪽으로 흐른다. 애너하임에서는 강 전체 유량(습한 계절 제외)이 북부 오렌지군 대수층의 지하수함양을 위해 확산지로 전환되어, 군의 도시 수자원 공급량의 약 절반을 제공한다. 그 하류에서 강은 대부분 콘크리트 수로에 갇혀 있으며, 홍수 통제 및 도시 유출수 배수 목적으로만 사용되며, 보통 건조하거나 소량의 물만 흐른다. 오렌지에서는 동쪽에서 샌티아고 크릭과 합류한 후 샌타애나로 진입한다. 주간고속도로 제5호선 아래를 가로지른 후, 오렌지군 내에서 몇 안 되는 콘크리트 처리되지 않은 구간 중 하나인 리버 뷰 골프 코스를 지나 샌타애나와 파운틴밸리의 대부분을 통과하여 405번 고속도로 아래 지점까지 다시 콘크리트 수로가 되며, 그곳에서 강바닥은 자연 상태로 돌아간다(둑은 여전히 콘크리트이다). 강의 하구는 헌팅턴비치의 헌팅턴 스테이트 비치와 뉴포트비치 사이의 작은 조수 석호에 위치한다.

## 유역
샌타애나강은 캘리포니아 남부 해안 지역에서 가장 큰 유역을 배수하며, 샌버너디노, 리버사이드, 오렌지 및 로스앤젤레스군의 일부에 걸쳐 2,650 제곱마일 (6,900 km2)를 차지한다. 비록 강이 로스앤젤레스군을 직접 통과하지는 않지만, 샌안토니오 크릭을 포함한 일부 지류는 로스앤젤레스군까지 뻗어 있다. 유역은 주로 크고 건조한 충적 계곡을 둘러싸고 나누는 높은 산맥으로 구성된다. 샌개브리얼, 샌버너디노 및 샌재신토 산맥은 북쪽과 동쪽의 건조한 인랜드엠파이어 저지대를 둘러싸고 있다. 샌타애나 산맥과 치노 힐스는 인랜드엠파이어와 오렌지군 해안 평원을 구분하며, 샌타애나 협곡은 두 저지대 사이의 유일한 자연적 단절이다. 유역의 남부 지역은 샌재신토강이 엘시노어 호수로, 그리고 테메스칼 크릭을 통해 샌타애나강으로 흘러들어가 전체 면적의 약 45%를 차지하며, 안자보레고 주립공원의 콜로라도 사막까지 남쪽 경계를 확장한다. 이 강에는 50개 이상의 이름 붙여진 지류가 있으며, 대부분은 간헐천이다.
2000년 기준으로, 샌타애나강 유역에는 약 480만 명의 인구가 거주했다. 대부분의 인구는 샌버너디노, 리버사이드, 애너하임, 샌타애나와 같은 도시 중심지에 강 근처에 집중되어 있다. 인랜드엠파이어는 빠르게 도시화되고 있지만, 여전히 농업과 목축업에 전념하는 넓은 지역을 가지고 있다. 오렌지군에서는 거의 모든 계곡 지대가 도시화되었다. 유역 내 주요 수역으로는 어바인 호수, 매슈스 호수, 페리스 호수, 다이아몬드 밸리 호수, 스키너 호수, 빅베어레이크 등이 있다. 이들 모두는 군 또는 주 수자원 기관이 건설한 물 공급 저수지이며, 빅베어를 제외하고는 건조한 지역 기후로 인해 많은 물이 캘리포니아의 다른 지역에서 수입된다. 저장 용량이 800,000 에이커피트 (0.99 km3)인 다이아몬드 밸리 호수는 가장 크고 가장 최근에 건설된 저수지이다. 엘시노어 호수는 유역에서 유일한 주요 자연 호수이다.

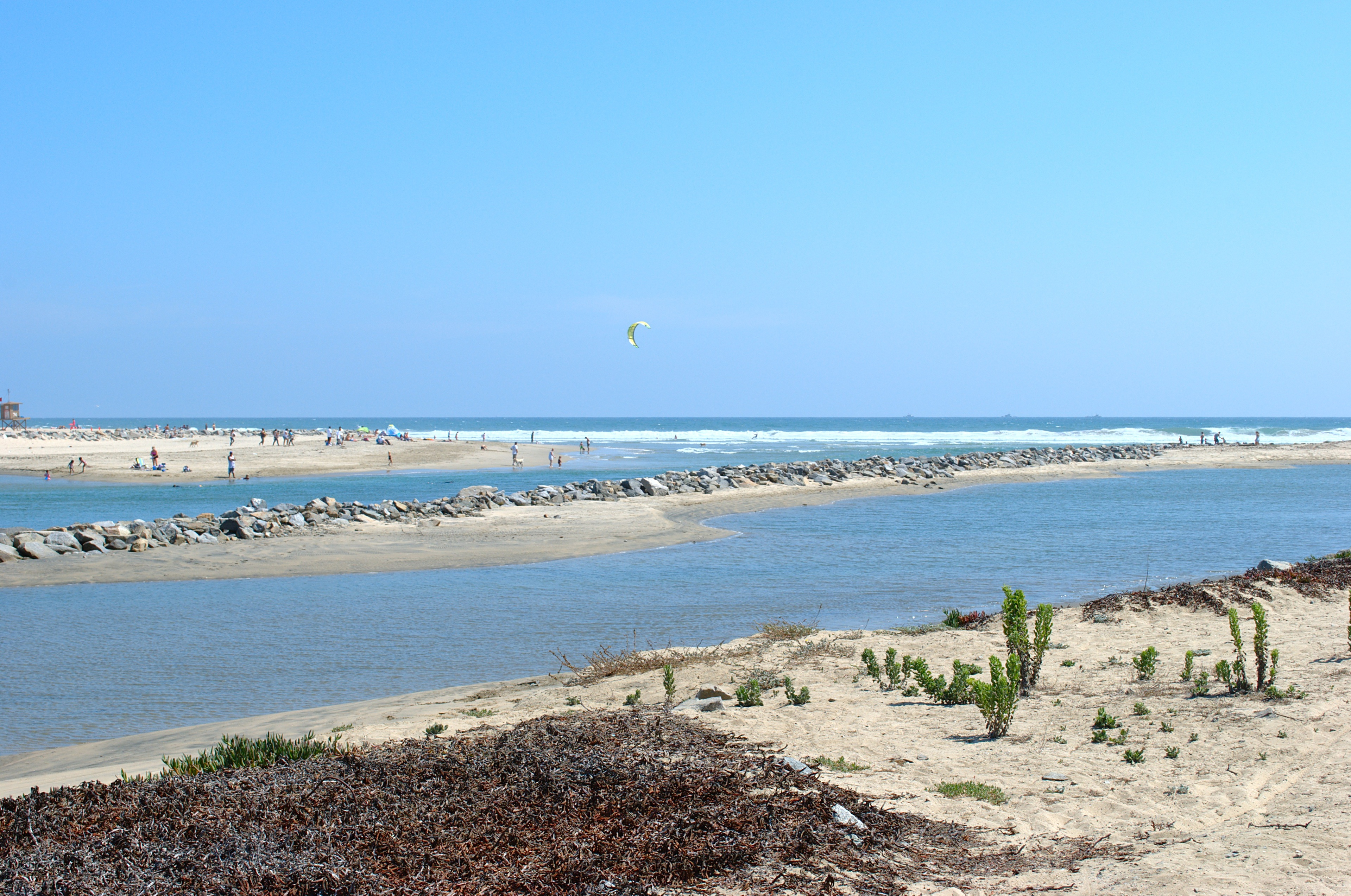
헌팅턴비치와 뉴포트비치 사이 샌타애나강의 수로화된 하구

샌타애나강 유역은 인접한 많은 강 유역과 경계를 공유한다. 북서쪽에는 롱비치에서 태평양으로 흘러드는 샌개브리얼강이 있다. 오렌지군에서는 샌디에이고 크릭, 앨리소 크릭, 샌후안 크릭 유역이 샌타애나 유역의 남쪽에 인접해 있다. 더 남쪽, 샌디에이고군에서는 샌마테오 크릭, 샌타마가리타강, 샌루이스레이강의 유역과 경계를 공유한다. 동쪽으로는 솔턴호로 흘러드는 화이트워터강과 코첼라 밸리의 유역과, 북쪽으로는 모하비 사막의 내륙유역으로 흘러드는 모하비강과 경계를 공유한다.
오렌지군에서 이 강은 자체 퇴적물로 형성된 광대하고 완만하게 경사진 선상지를 가로질러 흐르므로, 주변 지형이 강바닥에서 경사져 내려가기 때문에 유역이 극히 좁다. 자연 상태에서는 강이 평원을 가로질러 부채꼴로 퍼져 있는 여러 간헐천 수로 중 하나로 자주 경로를 변경했을 것이다. 오늘날 이러한 보조 수로는 샌타애나강에서 인공적으로 분리되어 탤버트 및 헌팅턴비치 수로를 포함한 홍수 조절 수로로 전환되었으며, 이 수로들은 샌타애나강의 하구 바로 근처에서 태평양으로 흘러든다. 탤버트-헌팅턴비치 통합 유역은 주로 교외화된 21.4 제곱마일 (55 km2)의 땅을 배수한다. 이 강은 원래 태평양으로 향하는 여러 다른 출구를 가지고 있었는데, 그중 하나는 샌개브리얼강까지 북쪽으로 뻗어 있기도 했다. 강의 원래 하구는 오늘날 뉴포트 하버 입구인 뉴포트베이에 위치해 태평양으로 흘러들었다. 1878년 미국 해안 조사에 따르면 뉴포트베이는 주로 개방된 수로가 거의 없는 강 하구였다. 강은 만으로 흘러들어 많은 퇴적물을 운반하여 보트 타기를 어렵게 만들었다. 결국 뉴포트 하버를 만들기 위해서는 샌타애나강에 의해 퇴적된 모래를 계속 준설해야 했다. 1920년에 비터 포인트 댐이 건설되어 강을 만에서 헌팅턴비치의 현재 경로로 바다로 전환했다. 새로운 하구를 형성하기 위해 돌로 된 방파제가 건설되었다. 뉴포트 하버의 모든 섬들은 샌타애나강이 오랜 시간 동안 퇴적한 모래와 미사로 인해 준설 및 인공적으로 형성된 결과이다.

## 지질

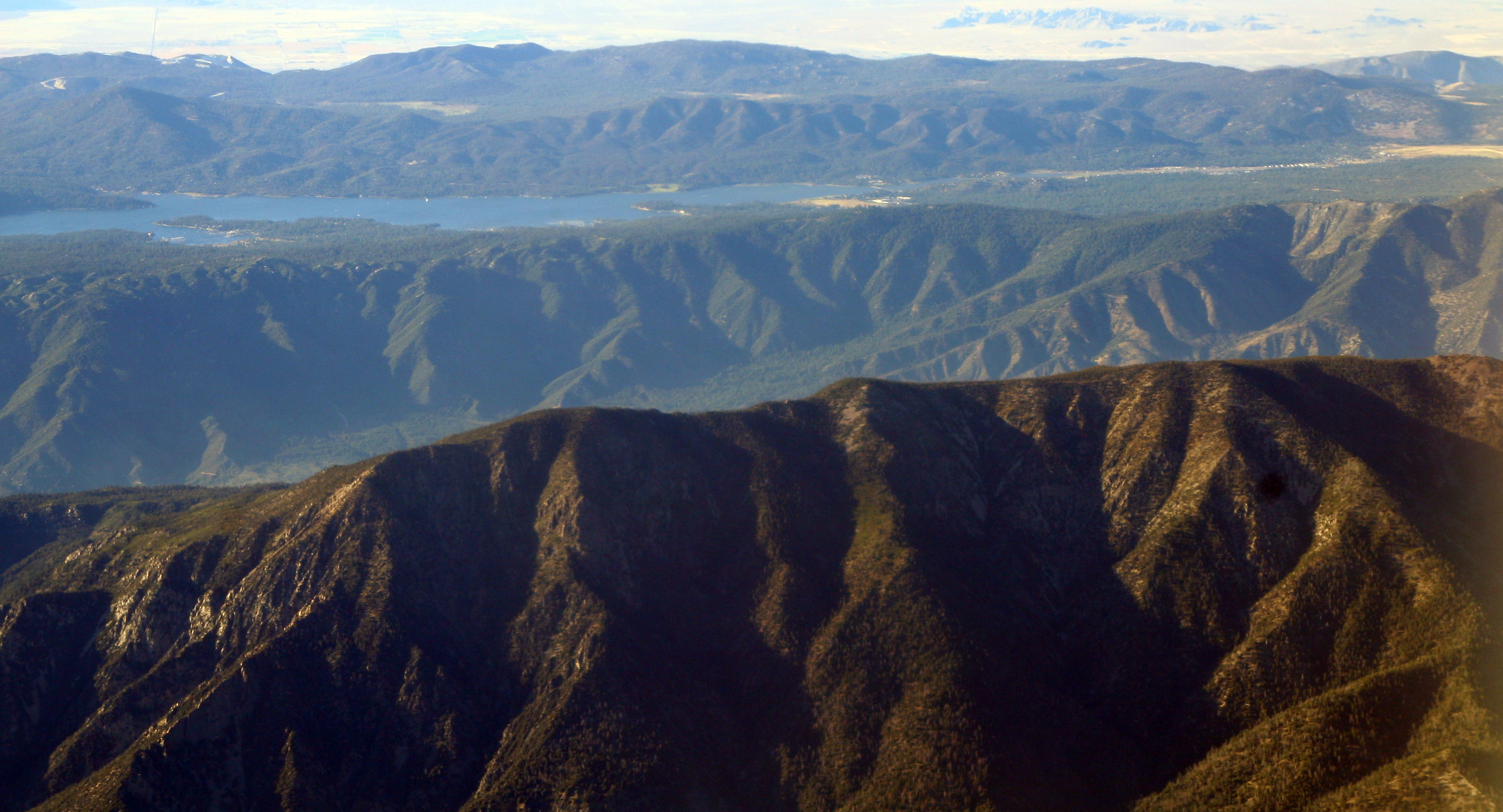
횡단 산맥은 샌앤드레이어스 단층을 따라 융기하여 형성되었다. 샌타애나 협곡은 첫 번째와 두 번째 마루 사이에 있으며, 빅베어레이크는 배경에 있다.

고대의 화성암, 변성암 및 퇴적암이 샌타애나강 유역의 지질학적 기반을 이루고 그 아래에 깔려 있다. 유역의 평평한 계곡과 분지에 있는 대부분의 지층은 고대에 남부 캘리포니아 일부를 덮었던 얕은 바다에 의해 퇴적된 수천 피트의 퇴적물 아래에 깔려 있다. 분지 내부와 주변의 대부분의 산은 약 7,500만 년 된 화강암 저반으로 구성되어 있다. 그러나 해발 8,000 to 9,000 피트 (2,400 to 2,700 m) 이상의 고도에서는 최대 17억 년 된 고대 변성암이 노출되어 있다. 이 암석은 원래 조상 태평양의 바닥에서 형성되었으며, 지각 활동으로 인해 산의 최고봉으로 융기되었다. 빙하기에도 남부 캘리포니아 산맥은 광범위한 빙하 작용을 겪지 않았으므로, 이 암석은 수천만 년 동안 큰 침식 없이 남아 있었다.
다양하고 복잡한 단층과 지질학적 불안정성이 샌타애나강 유역을 형성했다. 샌앤드레이어스 단층은 유역의 북쪽 부분을 가로지르며, 남부 캘리포니아의 횡단 산맥의 일부인 샌버너디노 산맥과 샌개브리얼 산맥의 형성에 책임이 있다. 엘시노어–휘티어 단층대는 오렌지/리버사이드군 경계 근처의 강 하류를 가로지른다. 이 단층을 따라 발생하는 지각 활동은 샌타애나 산맥, 푸엔테 힐스, 이스트 오렌지 힐스, 치노 힐스, 로마 릿지 및 유역 하류를 북서-남동 방향으로 가로지르는 다른 산맥 및 능선인 해안 반도 산맥을 형성했다. 횡단 산맥은 여러 곳에서 10,000 피트 (3,000 m) 이상으로 솟아 있지만, 반도 산맥의 최고봉은 그 절반도 되지 않는 높이에 도달한다.
반도 산맥을 가로지르는 샌타애나 협곡의 형성은 위스콘신 빙하와 그 이전 빙하기 동안 남부 캘리포니아 기후가 더 습했기 때문으로 알려져 있으며, 이 기간 동안 남부 캘리포니아의 강들은 유량이 상당히 많았다. 반도 산맥이 형성되기 전에 존재했던 샌타애나강은 침식력이 증가함에 따라 선행하천으로서의 경로를 유지했다. 이 협곡은 오늘날 인랜드엠파이어와 해안 평원의 지하수 분지를 구분하는 기반암 "실(sill)"을 통과하여 침식되었다. 유역의 지하수는 일반적으로 동쪽에서 서쪽으로 흐르기 때문에 샌타애나 협곡의 기반암 "실"에서 지표로 강제로 솟아나며, 이는 개발 이전에 해안 평원을 가로질러 태평양으로 자유롭게 흘렀던 영구적인 하천을 형성했다. 이 기간 동안 샌타애나는 여러 번 경로를 변경하여 현재는 건조한 윈드 갭을 반도 산맥과 헌팅턴비치 및 뉴포트비치 주변의 해안 고원에서 침식했다.

## 생태

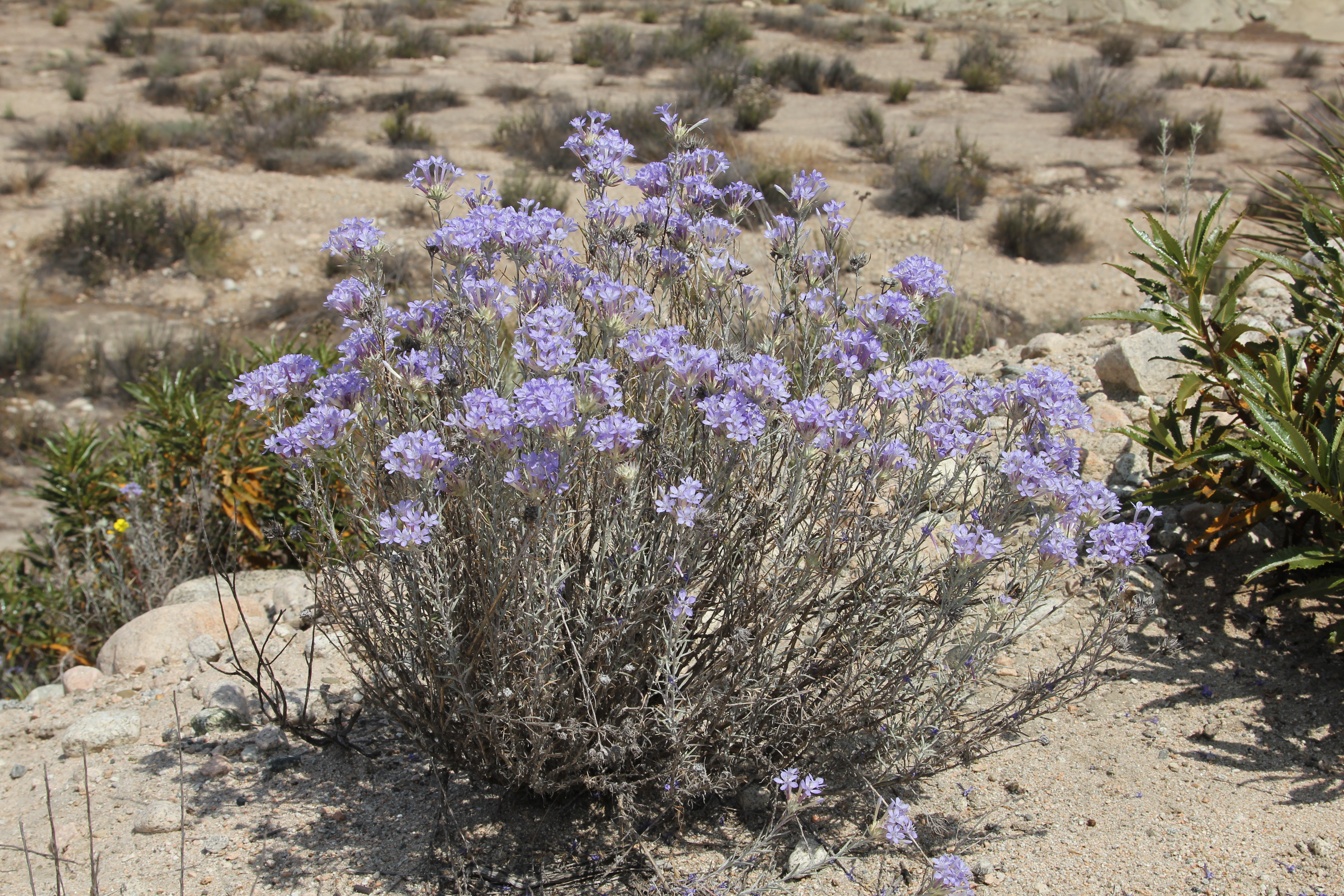
샌타애나강 털복숭이별(Eriastrum densifolium ssp. sanctorum)은 남부 캘리포니아 샌타애나강 유역에 고유한 식물이다. 캘리포니아 멸종위기종법(CESA) 및 연방 멸종위기종법에 따라 멸종위기종으로 지정되어 있으며, 이 식물을 죽이거나 소유하는 것은 금지되어 있다.

수백 종의 동물과 식물이 샌타애나강의 다양한 기후와 식생 지대를 특징짓는다. 유역에는 10개 이상의 식생 지대가 있는데, 여기에는 산의 식생이 드문 고산 및 아고산대, 소나무, 로지폴 소나무, 참나무속의 중고도 숲, 관목림, 해안 세이지 관목림, 나무와 갈대로 뒤덮인 강바닥을 따라 점차 희귀해지는 하안림과 소택, 그리고 해수면과 거의 맞닿아 있는 얇게 식생된 해안 지역이 포함된다. 이 유역은 200종의 조류, 50종의 포유류, 13종의 파충류, 7종의 양서류, 그리고 무지개송어를 포함한 15종의 물고기를 지탱한다.
유역의 가장 큰 부분인 인랜드엠파이어 지역은 뜨겁고 건조한 사막 기후가 지배적이어서 야생동물이 희박한 반면, 샌재신토강과 테메스칼 크릭 유역의 기후와 식생은 남부 센트럴밸리와 유사하다. 사막 하류에는 한때 해안 세이지 관목림과 오렌지 해안 평원의 건조한 초원 군락이 있었으나, 그 지역은 거의 완전히 도시화로 인해 사라졌다. 유역의 건조한 지역을 둘러싸고 있는 것은 경엽수성, 두껍고 낮은 관목과 작은 나무로 구성된 관목림 지대이다. 관목림은 일반적으로 해발 1,000 and 6,500 피트 (300 and 1,980 m) 사이에 분포하며, 주로 해안에 더 가까운 반도 산맥의 바람받이 쪽에 나타난다. 스크럽 참나무는 관목림 지역에서 가장 흔한 식물 중 하나로, 산사자, 코요테, 붉은스라소니와 같은 인간과 큰 동물이 횡단하기 어렵게 만드는 빽빽한 지피 식물을 형성한다. 관목림의 성장은 산불과 가뭄에 의해 결정되며, 이 지역의 반건조 기후에 의존한다.
영구 및 계절 하천은 종종 라이브 오크와 플라타너스로 둘러싸여 있으며, 이는 샌타애나강 본류의 하안지대로 이어진다. 가장 큰 연속적인 하안지대 회랑은 리버사이드와 프라도 댐 사이의 20-마일 (32 km) 구간으로, 이 구간은 도시 유출수 오염에도 불구하고 대체로 자연 상태로 남아 있다. 또한, 프라도 댐 뒤의 홍수 조절 분지에는 6,600 에이커 (2,700 ha)의 계절성 습지가 포함되어 있다. 작은 바닥 서식 물고기인 샌타애나 석커는 한때 샌타애나강 대부분을 따라 발견되었지만, 지금은 거의 볼 수 없다. 하구 근처에서 이 강은 한때 염습지가 풍부했는데, 이 염습지는 강의 양쪽으로 몇 마일씩 뻗어 있었으며, 강의 대체 하구 역할도 했던 어퍼 뉴포트 베이 근처까지도 있었다.
고산 및 아고산 지대는 높은 고도(해발 9,500 피트, 2,900 미터 이상)와 상당한 강우량(가뭄이 드는 해를 제외하고 연간 최소 35 인치, 89 센티미터)에도 불구하고 식생이 드물다. 바람이 부는 고산 지대의 지형은 주로 작은 관목과 잡초로 이루어져 있으며, 나무(주로 작고 뒤틀린 소나무와 향나무)는 아고산 지대의 협곡과 보호된 저지대에서 자란다. 해발 5,000 피트 (1,500 m) 이상의 내륙 고도에는 훨씬 더 빽빽한 숲이 형성된다. 제프리 소나무, 폰데로사 소나무, 켈로그 오크, 로지폴 소나무, 버드나무가 숲이 우거진 땅의 대부분을 구성한다. 유역의 산악 서식지는 다람쥐, 청설모, 아메리카흑곰, 노새사슴, 그리고 많은 종의 철새를 포함하여 캘리포니아 산악 지역의 전형적인 많은 동물들을 지탱한다. 샌버너디노의 협곡에서 이 강은 무지개송어가 풍부하며, 오리나무, 버드나무, 포플러나무로 둘러싸여 있다. 강과 그 상류의 큰 지류들이 산악 협곡에서 인랜드엠파이어 분지로 흘러나오는 곳에서는 사막과 상부 하안 식물이 혼합된 충적 관목 지대로 둘러싸여 있다. 본류를 따라 이 지대는 세븐 오크스 댐 기슭에서 시작하여 라이틀 크릭 합류 지점에서 끝난다.

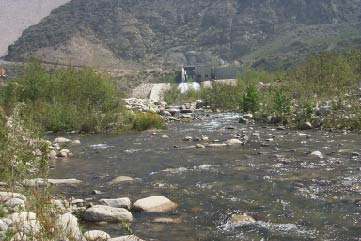
세븐 오크스 댐 바로 하류에 있는 샌타애나강의 이 구간은 내륙 하안 지대의 시작을 알린다.

역사적으로 샌타애나는 "무지개송어 서식지로서 남부 캘리포니아 최고의 강"으로 불렸다. 스틸헤드(Steelhead)는 연어와 유사한 소하성 어류로, 산란을 위해 강과 개울을 거슬러 올라간다. 보통 한 번만 번식하는 연어와 달리 스틸헤드는 여러 번 번식할 수 있으며 수명이 훨씬 길다. 스틸헤드는 한때 샌타애나강 본류 전체와 일부 주요 지류(샌티아고 크릭, 샌안토니오 및 치노 크릭, 쿠카몽가 크릭, 라이틀 크릭, 시티 크릭, 밀 크릭)에서도 발견되었다. 테메스칼 크릭에는 거의 (1930년대에 그 지류 중 하나에 방류되기는 했지만) 스틸헤드가 없었으며, 샌재신토강은 샌타애나강 시스템의 대부분과 단절되어 있었기 때문에 스틸헤드가 서식하지 않았다. 1950년대까지 상당한 수의 스틸헤드 트라우트가 여전히 바다에서 이주해 왔다. 오염과 강 변형으로 인해 현재는 스틸헤드가 강을 거의 이용하지 않는다. 세븐 오크스 댐 상류와 몇몇 지류의 상류에는 야생 하천 거주 해안 무지개송어가 서식한다. 스틸헤드가 희귀함에도 불구하고, 최근 몇 년간 샌타애나강 지류인 샌티아고 크릭의 하딩 캐년에서 13마리의 송어 지느러미 샘플을 채취하여 유전 분석을 한 결과, 양식 개체가 아닌 토착 개체임이 밝혀졌다.
이 지역에 자생하지 않는 외래종은 수년 동안 유역에 문제를 일으켰다. 가장 골치 아픈 외래종 중 하나는 많은 남부 캘리포니아 해안 수로를 괴롭히는 자이언트 리드이다. 자이언트 리드는 키 큰 풀이나 가는 대나무와 유사하지만, 빠르게 자라 자생 식생 군락을 점령하고, 개울 바닥을 막으며, 자생 동물의 서식지를 해치고, 산불의 위험을 증가시킨다. 자이언트 리드가 미치는 가장 큰 영향은 물 사용량일 것이다. 빠른 성장률을 지탱하기 위해 샌타애나강 유역의 자이언트 리드 개체군은 연간 56,200 에이커피트 (69,300,000 m3)의 물을 소비할 수 있다.
다른 침입종들도 샌타애나강에 영향을 미쳤다. 가장 눈에 띄는 것 중 하나는 소머리찌르레기인데, 이 새는 스페인 란초 시대에 남부 캘리포니아로 유입된 소와 관련된 기생충과 곤충을 먹고 산다. 소머리찌르레기는 다른 새의 둥지에 알을 낳는 "탁란조"이다. 가장 큰 피해를 입는 새 중 하나는 벨스 뵈리새로, 이 새의 개체수도 하천 서식지 손실로 고통받고 있다. 벨스 뵈리새는 멸종 위기종으로 간주되며, 서식지를 공유하는 남서부 버드나무 딱새 또한 마찬가지이다. 염정은 자이언트 리드와 마찬가지로 많은 양의 물을 사용하는 또 다른 침입성 큰 잡초이다. 자이언트 리드와 달리 염정은 뿌리가 더 깊어 제거하기 어려울 뿐만 아니라 깊은 지하수에 접근하여 고갈시킬 수 있다. 그러나 염정은 자생 동물에게 사용할 수 있는 서식지를 거의 제공하지 않는다는 점에서 유사하다.

## 역사

### 최초의 사람들
샌타애나강에서의 인간 거주는 약 9,000년에서 12,000년 전, 즉 홀로세 초기에 거슬러 올라간다. 이 지역에 살았던 최초의 아메리카 원주민은 비옥한 초원에서 동물을 방목하고 식량을 위해 과일과 씨앗을 채집하며 이동하는 유랑민 부족이었다. 이 초기 인류의 조상은 미국 북서부의 쇼쇼니족과 유토-아즈테크어족 출신이다. 결국, 유역의 인간 인구는 약 15,000명으로 정점에 달했다. 약 8,000년 전, 기후가 변화하여 더욱 건조해졌고, 원래 유목 부족이었던 사람들은 개별 장소에 더 오래 머무르기 시작하여 반유목민이 되었다. 그러나 그들은 농업을 시작하거나 동물을 기르거나 마을에 살지는 않았다. 캘리포니아의 많은 아메리카 원주민 부족들처럼, 도토리는 내륙 계곡 사람들의 주식이었다. 해안에 가까운 사람들은 종종 조수 웅덩이와 해안 개울 지역에서 물고기를 잡고 작은 동물을 사냥하여 식량으로 삼았다.
몇몇 주요 전근대 아메리카 원주민 집단이 결국 강을 따라 있는 땅을 통제하게 되었다. 상류 유역의 유하비아탐 또는 유하레툼족, 남동부 유역의 루이세뇨족, 유역 사막 지역의 카후야족, 하류 유역의 통바족이다. 유하비아탐족은 일반적으로 현재의 샌버너디노군에 있는 현재의 인랜드엠파이어 분지 가장자리를 이루는 샌타애나강과 그 지류의 산악 발원지뿐만 아니라 샌버너디노 산맥의 산기슭에도 살았다. 통바족은 현재의 오렌지군의 샌타애나 산맥 남쪽에 있는 평평한 해안 평야에 살았다. 그들은 또한 두 집단 중 더 큰 집단이었고, 북쪽의 샌개브리얼 산맥에서 남쪽의 앨리소 크릭에 이르는 모든 해안 지역을 통제했으며, 로스앤젤레스 분지 전체를 포함했다. 이 사람들은 마을을 세웠는데, 그 중 일부는 루푹그나, 겡가, 파즈벵가, 톳파비트, 후투크나가를 포함하여 다민족 및 다국어였다.

### 스페인 시대

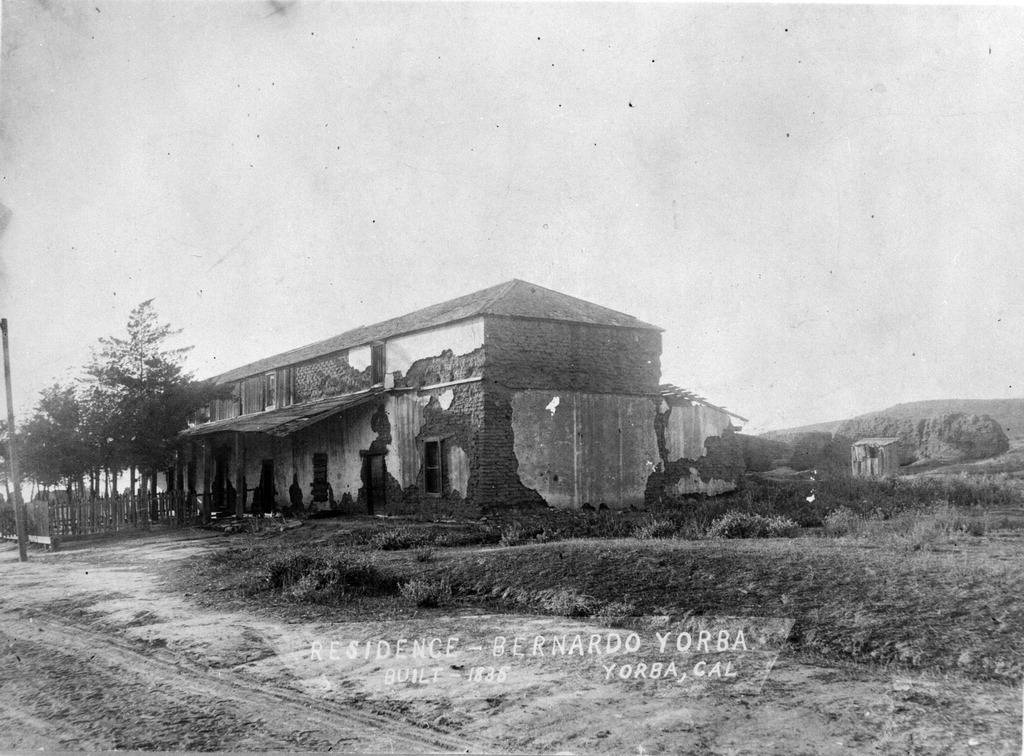
베르나르도 요르바 아도비(Bernardo Yorba Adobe)는 1835년 멕시코 정착민들이 란초 카뇽 데 샌타애나에 지었다.

스페인 탐험가 후안 로드리게스 카브리요가 1542년 항해 중 남부 캘리포니아 해안을 따라 항해할 때, 샌타애나강의 하구를 주목하지 않고 지나쳤다. 그 이후의 어떤 스페인 해상 탐험가도 강 하구에 대한 기록을 남기지 않았다.
가스파르 데 포르톨라가 1769년에야 누에바에스파냐의 알타칼리포르니아주의 거의 미개척지였던 해안 남부 캘리포니아를 통한 최초의 육로 탐험을 이끌었고, 강에 이름을 붙였다. 7월 28일, 일행은 현재의 올리브 근처 샌타애나 산맥 북부의 협곡에서 샌타애나강이 빠져나오는 지점에서 "약 3리그" 떨어진 곳에 야영했다. 탐험대원 중 한 명인 프라이 후안 크레스피는 일기에서 그곳에서 야영하는 동안 발생한 지진을 언급하며 그 장소를 "헤수스 데 로스 템블로레스"라고 불렀다고 기록했다. 크레스피는 또한 병사들이 최근 성 안나의 날을 기념했기 때문에 강을 "리오 데 샌타 애나"라고 불렀다고 언급했다. 그 이름은 오늘날까지 남아 있으며(오렌지군에서 샌티아고 크릭 다음으로 오래된 지명), 산맥과 도시의 이름은 강에서 유래했다.
샌타애나강이나 유역 내에 실제 선교 시설은 없었지만, 스페인 사람들이 원주민들을 샌게이브리얼 아르칸젤 미션과 샌루이스레이 미션을 포함한 인근 선교 시설에서 강제로 일하게 했기 때문에 강 유역의 원주민들은 거의 고갈되었다. 영향을 받은 부족들은 보통 선교 시설의 이름을 따서 가브리엘리뇨족과 루이세뇨족과 같은 부족 이름으로 재명명되었다. 약 50년에 걸친 선교 시대 동안 어려운 노동 및 생활 환경과 천연두와 같은 유럽 질병으로 인해 많은 원주민 인구가 사망했다. 새롭게 독립한 멕시코가 통과시킨 1833년 멕시코 세속화법은 결국 선교 시대를 종식시켰다. 선교 시대 이후의 원주민 인구는 거의 완전히 파괴되었다. 인구는 매우 적었고, 그들의 토착 종교는 거의 사라졌으며, 대부분의 땅은 스페인 정착민들에게 빼앗겼다. 멕시코 정부의 세속화법의 원래 의도는 아메리카 원주민에게 그들 자신의 땅과 재산을 제공하는 것이었지만, 법에 의해 만들어진 대부분의 조항은 실제로 실현되지 않았다. 스페인 정착민들은 계속해서 남아있는 부족 영토로 침투했고, 결국 부족들은 주변 사막 지대나 높은 산으로 강제로 이주해야 했다.
선교 시대 이후에는 란초 시대가 도래했다. 이는 선교 시설의 거대한 토지 소유가 개인 소유의 란초로 세분화되면서 발생했다. 일부 새로운 사유 란초는 단순히 개조된 선교 란초였다. 샌타애나강을 따라 생긴 첫 사유 란초는 하류 샌타애나강 좌안에 위치한 62,500-에이커 (253 km2) 규모의 란초인 란초 샌티아고 데 샌타애나였다. 이 란초는 돈 후안 파블로 그리할바가 1801년에 이미 획득했다. 선교 시대에는 개발되지 않았던 내륙 지역을 포함하여 강을 따라 다른 란초들이 이어졌다. 란초들(선교 시설부터 시작하여)은 19세기 말까지 유지된 남부 캘리포니아 해안 지역에서 소를 사육하는 전통을 확립했다. 그러나 농업은 비록 확립되었지만 아직 주요 산업은 아니었다. 1825년에 샌타애나강을 따라 맹렬했던 홍수는 강의 경로를 일시적으로 뉴포트 베이의 하구로 변경시켰고, 발보아 아일랜드를 부분적으로 형성하는 퇴적물을 남겼다. 샌타애나강의 란초들 전역에는 몇몇 마을, 군사 전초 기지, 교역소가 흩어져 있었다. 샌타애나강 계곡은 수십 년 동안 남부 캘리포니아에서 가장 번성한 지역 중 하나였다.

### 미국 정착
1840년대 후반, 캘리포니아는 멕시코-미국 전쟁에서 멕시코로부터 독립을 위해 싸웠다. 샌타애나강은 미국이 멕시코군을 상대로 승리하는 데 중요한 역할을 했다. 1847년, 베어 플래그 반란 1년 후, 멕시코군이 로스앤젤레스 지역의 소규모 미군을 공격하기 위해 북쪽으로 진격했다. 그러나 샌타애나강이 범람하여 멕시코군이 강을 건너 미국군을 공격하는 것을 막았다. 마침내 강물이 가라앉았을 때, 미군은 멕시코군을 이 지역에서 몰아낼 만큼 충분히 증원되었다.

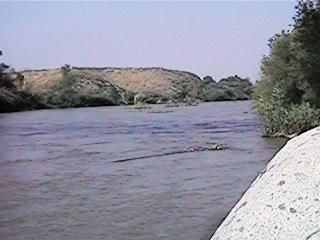
리버사이드 근처 샌타애나강

캘리포니아 공화국이 1848년 미국에 편입되자, 미국 정착민들이 샌타애나강 지역으로 대거 이주하기 시작했다. 멕시코의 란초는 더 작은 개별 소유지로 나뉘었고, 대규모 관개 농업이 시작되었다. 샌타애나의 원래 위치였던 샌타애나 비에호(Santa Ana Viejo) 시가 이 시기에 설립되었다. 1854년, 몰몬교도들이 상류 인랜드엠파이어 지역에 정착하여 샌버너디노 시를 시작했고, 강물과 라이틀 크릭 및 밀 크릭의 물을 사용하여 작물을 관개하여 번영을 얻었다. 목장이 농장으로 대체되면서 소 산업은 쇠퇴하기 시작했다. 곧, 이 지역의 백인 정착민들은 히스패닉보다 더 많아졌다. 이 무렵의 캘리포니아 골드 러시는 이들 중 많은 사람들을 주(州)로 끌어들이는 데 기여했지만, 많은 이들은 그 후 남부 캘리포니아에 머물렀다.
1860년, 샌타애나강 북부 유역 분수계 바로 너머에서 금 탐사자 윌리엄 홀컴이 상당한 양의 금을 발견하면서 샌버너디노 산맥에서 훨씬 더 가까운 골드러시가 발생했다. 이 발견은 며칠 만에 대규모 금광 채굴 작업으로 폭발했다. 샌타애나강은 이 지역으로 이동하는 광부들의 통로 역할을 했고, 상류 유역의 많은 숲은 붐의 높은 자원 수요로 인해 개벌을 겪었다. 같은 해 라이틀 크릭에서도 금이 발견되었다. 골드러시 이후, 귤속 재배가 샌타애나강 하류 지역 경제의 주축이 되었다. 19세기 후반까지 귤 재배지가 해안 평야의 대부분을 덮었고, 이는 오렌지군(Orange County)이라는 이름의 유래가 되었다.

### 홍수, 가뭄 및 유산

1938년 샌타애나 협곡 바로 하류에서 샌타애나강이 범람하는 모습. 로스앤젤레스 타임스 사진기자가 유나이티드 항공 "메인라이너"에서 찍은 이 사진은 오렌지군 중앙의 침수된 농경지와 멀리 태평양을 보여준다.

1860년대의 번영에도 불구하고, 이 시기는 또한 일련의 자연재해가 발생한 시기였다. 1862년 대홍수 때, 일련의 겨울 폭풍으로 인한 폭우로 샌타애나강이 범람하여 수천 에이커의 땅이 침수되었고, 기록된 역사상 가장 큰 홍수로 20~40명이 사망했다. 강의 제방이 여러 곳에서 터져, 인랜드엠파이어의 일부가 샌타애나 협곡의 입구에서 강이 샌타애나 산맥을 가로지르는 곳까지 수 마일 너비의 연속된 수역으로 침수되었다. 하류의 오렌지군에서는 강이 거의 모든 기존의 홍수 방지 시설을 압도하여 해안 평야를 일시적인 내륙 바다로 만들었다. 현재 1000년 주기의 홍수로 계산되는 이 유량은 약 9,000 cubic meters per second (320,000 cu ft/s)로, 미시시피강 평균 유량의 절반 이상이었다. 홍수 이후에도 이 지역의 해로운 조건은 계속되었다. 홍수 이후 2년 동안 극심한 가뭄으로 수만 마리의 가축이 죽었다. 3년 동안 겪은 모든 어려움에도 불구하고, 상황이 마침내 정상으로 돌아온 후 샌타애나강 유역은 다시 번성하는 농업 지역이 되었다. 샌타애나와 리버사이드 시는 각각 1869년과 1870년에 설립되었다.
1934년과 1938년에는 지역의 감귤 산업을 종식시키는 데 부분적으로 기여한 두 번의 파괴적인 홍수가 발생했다. 1938년 로스앤젤레스 홍수 때, 샌타애나강은 다시 범람하여 애너하임과 오렌지를 4 피트 (1.2 m) 깊이의 물에 잠기게 하여 수천 에이커의 비옥한 표토를 휩쓸고 많은 감귤밭을 파괴했다. 강 유량이 1862년 홍수의 3분의 1에 불과했음에도 불구하고, 이 재난으로 거의 60명이 사망하고 약 68,400 에이커 (277 km2)의 땅이 침수되었다. 극심한 홍수 피해로 인해 미국 육군 공병대는 1940년대부터 강에 댐을 건설하고 콘크리트를 씌우기로 결정했으며, 이 강을 미시시피강 서부에서 가장 큰 홍수 위험 지역으로 선언했다. 1941년에 건설된 프라도 댐은 강의 하구에서 상류로 약 30 마일 (48 km) 떨어진 인랜드엠파이어에서 홍수를 막기 위해 설계되었다. 댐의 저수지인 프라도 홍수 조절 분지는 70년 주기 홍수를 감당하도록 설계되었다.

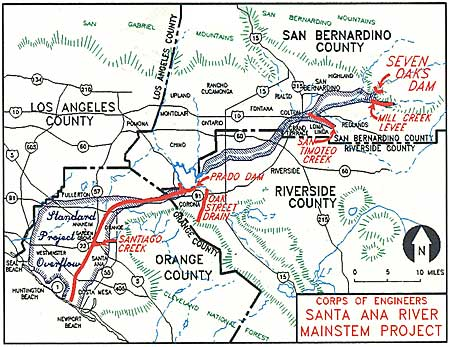
샌타애나강 100년 범람원 지도의 육군 공병대

프라도 댐이 제공하는 홍수 보호 기능이 증가하고, 로스앤젤레스 분지에서 남쪽으로 주요 산업 개발이 이전하며, 1950년대와 1960년대의 남부 캘리포니아 주택 붐으로 인해 샌타애나강 유역은 농업에서 도시로의 세 번째이자 마지막 전환을 시작했다. 샌타애나강 유역의 인구는 극적으로 증가했지만, 이는 프라도 댐이 제공하는 보호 기능을 다소 침해하며 홍수로 인한 더 큰 피해 위협을 초래했다. 주택과 도시 지역이 강의 역사적인 범람원(한때 농장이 차지했던 지역)을 침범하고 강이 좁은 수로에 갇히게 되면서, 20세기 초의 홍수와 유사한 홍수는 훨씬 더 큰 피해를 야기할 것이다. 도로와 건물의 건설 또한 강우 시 강으로 유입되는 유출수를 증가시켰는데, 이를 도시 유출수라고 한다. 실제로 1969년에 강이 다시 범람했고, 인랜드엠파이어에서 유출된 대부분의 물은 프라도 댐 뒤에 가두어져 오렌지군을 더 큰 홍수로부터 구했지만, 샌타애나 산맥에서 흘러나오는 큰 지류인 샌티아고 크릭은 강둑을 침식하여 터스틴과 오렌지 시의 주거 지역 일부를 휩쓸어 버렸다.
1964년, 강 하류 30.4 마일 (48.9 km)를 콘크리트화하는 샌타애나강 본류 프로젝트가 처음 제안되었다. 건설 작업은 1989년에 시작되었고, 오늘날 오렌지군 대부분을 통과하는 강 수로는 본질적으로 거대한 상자형 암거이다. 두 번째 댐인 세븐 오크스 댐은 1999년에 완공되었다. 이 댐은 홍수 유출수가 인랜드엠파이어로 유입되기 전에 샌타애나 협곡에서 가두는 역할을 한다. 이 댐은 350년 주기 홍수를 견딜 수 있도록 설계되었다. 오늘날 강은 주로 제방과 콘크리트 수로 사이에 놓여 있으며, 특히 하류에서는 홍수 배수로 역할만 한다.

## 오염 및 복원

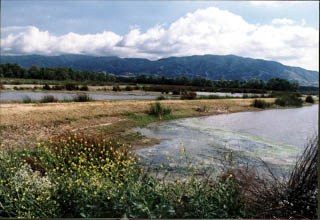
샌타애나강의 프라도 홍수 조절 분지는 본류를 따라 남아있는 가장 큰 하안지대 중 하나이다.

다른 남부 캘리포니아 강과 마찬가지로, 샌타애나강은 심하게 오염되고 활용된다. 세븐 오크스 댐 위의 본류는 자유롭게 흐르며, 많은 상류 지류도 마찬가지이다. 그러나 강이 인랜드엠파이어 분지로 진입하면, 대부분의 유량이 시 및 농업 용수로 전환된다. 샌버너디노 시 아래 강물의 대부분은 45개의 하수 처리 시설에서 배출되는 유출수와 건기 도시 유출수로 구성되며, 이들은 프라도 댐 뒤에 모인다. 하류로 오렌지군에 도달하는 모든 유량은 다른 한 쌍의 댐에 의해 약 1,100 에이커 (4.5 km2)의 지하수함양 분지로 전환되어, 매년 오렌지군에 약 218,000 에이커피트 (269,000,000 m3)의 도시 용수를 공급하며, 이는 수자원 공급의 3분의 1에 해당한다. 그 댐의 하류에서 강은 추가적인 도시 유출수를 모아 마침내 태평양으로 흘러든다. 샌타애나강은 미국 환경 보호국(EPA)의 "304(l) '독성 핫스팟' 오염 수역 목록"에 포함되어 있다.
오렌지군에서는 1932년에 군의 지하수를 관리하기 위해 설립된 오렌지군 수자원국(OCWD)이 상류에서 처리된 물을 레이크뷰 애비뉴에서 볼 로드까지 약 9마일 뻗어 있는 거대한 저수지, 즉 대수층을 재충전하는 데 사용한다. 물은 모래와 자갈 층을 통해 침투하여 물을 걸러내거나 정화하는 역할을 한다. 거기에서 이 물은 파운틴밸리에 있는 오렌지군 위생국(Orange County Sanitation Department)의 최첨단 시설에서 펌프질된 처리된 폐수와 합쳐진다. 이 두 가지 유형의 물이 50만 에이커 피트를 담을 수 있는 대수층의 60~70%를 차지한다. 북부 캘리포니아와 콜로라도강에서 수입된 물과 결합하여, OCWD는 대수층이 모든 고객의 1년간 물 수요를 충족할 수 있다고 주장한다.
강 복원에 대한 대중의 관심을 얻기 위해 여러 단체가 결성되었다. 가장 저명한 단체 중 하나는틀:According to whom 샌타애나강 지역의 5개 도시 수자원 지구에 의해 결성된 샌타애나 유역 프로젝트 당국(SAWPA)이다. 또 다른 단체는 샌타애나강 배출자 협회이다. 양측 모두 물 공급 및 홍수 통제 외에 샌타애나강이 가질 수 있는 유익한 사용법과 하류 강 중 콘크리트 구간 일부의 제거에 대한 연구를 수행했다. 이 일련의 연구는 "사용 가능성 분석(Use-Attainability Analysis)"으로 알려져 있으며, 이는 주 의회에 제출되어 승인되었다. 그러나 EPA에 제출되었을 때 거부되었다. 그 결과, 강을 따라 도시화로 인해 발생한 생태학적 피해를 복구하기 위한 작업은 거의 이루어지지 않았다. 다른 프로젝트로는 샌타애나 유역 계획 자문 위원회 및 샌타애나강 유역 연합(SARWA)이 있다.

## 여가

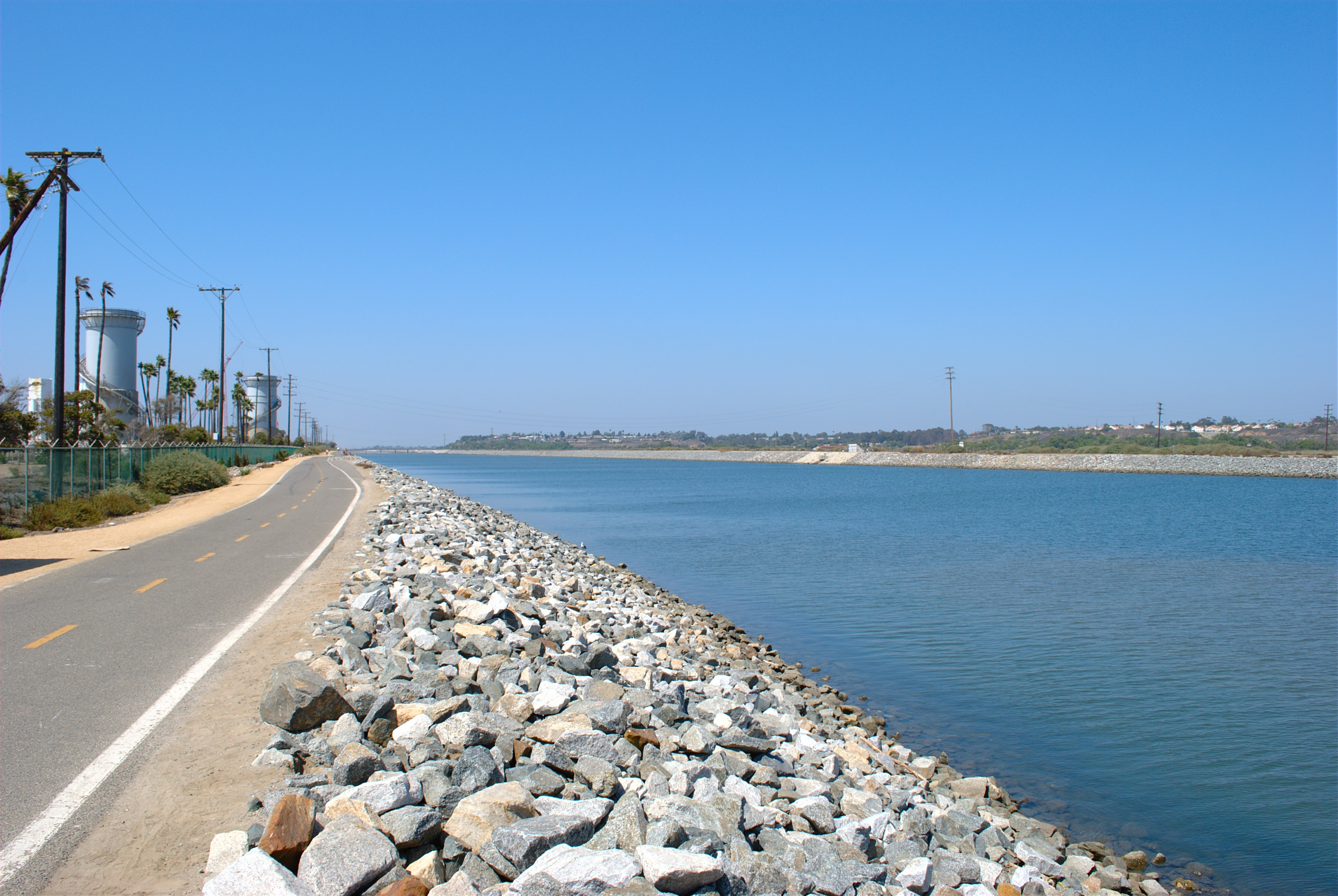
샌타애나강 자전거 도로

샌타애나강을 따라 많은 여가 활동 기회가 있다. 샌타애나강 유역에는 클리블랜드 국유림, 샌버너디노 국유림, 앤젤레스 국유림, 마운트 샌재신토 주립 야생구역, 치노힐스 주립공원, 페리스 호수 주립 레크리에이션 지역의 일부가 포함된다. 빅베어레이크, 엘시노어 호수, 어바인 호수는 유역 내 인기 있는 레크리에이션 호수이다. 강은 실제로 이 호수들을 통과하지 않지만, 각 호수는 지류를 통해 강으로 배수된다.
완성되면 헌팅턴비치에 있는 강의 하구부터 샌버너디노 산맥 근처까지 이어질 샌타애나강 자전거 도로는 현재 프라도 댐까지 강을 따라 약 30 마일 (48 km) 뻗어 있다. 제안된 경로 길이는 70 마일 (110 km)가 넘는다. 리버사이드군에서는 히든 밸리 야생구역에도 25 마일 (40 km)의 레크리에이션 경로가 있다. 일부 기관들은 샌타애나강 전체를 따라 강 양쪽에 땅을 포함하는 샌타애나강 공원 조성을 추진하고 있다. 레들랜즈 시는 역사적인 도심 지구 근처에 강변 녹지 공간을 개발하기를 원한다. 애너하임 근처에 위치한 샌타애나강 호수(Santa Ana River Lakes)는 강물로 채워지는 인기 있는 양어장이다. 궁극적으로 이 길은 강바닥 공원 네트워크를 연결할 수 있다. 2014년, 자연주의자들은 치노 힐스 주립공원이 북쪽에, 클리블랜드 국유림이 남쪽에 인접한 강 구간을 탐사했다. 뗏목은 식생이 뚫을 수 없을 정도로 빽빽해지기 전까지 2 마일 (3.2 km)를 이동했지만, 그들은 대중 접근과 레크리에이션 기회를 개선할 가능성이 있다고 확신했다.

## 건널목
샌타애나강에는 70개의 주요 건널목, 다리, 댐이 있다. 이 목록은 하구부터 발원지까지 나열한다.
| - 캘리포니아주도 제1호선 (퍼시픽 코스트 하이웨이) (뉴포트비치/헌팅턴비치) - 빅토리아 스트리트/해밀턴 애비뉴 (코스타메사/헌팅턴비치) - 샌타애나강 자전거 도로 (코스타메사/헌팅턴비치) - 애덤스 애비뉴 (코스타메사/헌팅턴비치) - 주간고속도로 제405호선 (샌디에이고 프리웨이) (코스타메사/파운틴밸리) - 탤버트 애비뉴/맥아더 불러바드 (샌타애나/파운틴밸리) - 슬레이터 애비뉴/웨스트 시거스트롬 애비뉴 (샌타애나/파운틴밸리) - 워너 애비뉴 (샌타애나/파운틴밸리) - 하버 불러바드 (샌타애나) - 에딩거 애비뉴 (샌타애나) - 맥패든 애비뉴 (샌타애나) - 볼사 애비뉴/1번가 (샌타애나) - 5번가 (샌타애나) - 옛 퍼시픽 일렉트릭 철도 철교 (미래 OC 스트리트카) - 페어뷰 스트리트 (샌타애나) - 웨스트민스터 애비뉴/17번가 (샌타애나) - 샌타애나강 자전거 도로 (샌타애나) - 가든 그로브 불러바드/메모리 레인 (오렌지/샌타애나) - 주도 제22호선 (가든 그로브 프리웨이) (오렌지) - 주간고속도로 제5호선 (샌타애나 프리웨이) (오렌지) - 채프먼 애비뉴 (오렌지/애너하임) - 오렌지우드 애비뉴 (오렌지/애너하임) - 주도 제57호선 (오렌지 프리웨이) (오렌지/애너하임) - 메트로링크 오렌지군 선 & 암트랙 퍼시픽 서프라이너 (오렌지/애너하임) - 카텔라 애비뉴 (오렌지/애너하임) - 철도교 (오렌지/애너하임) - 태프트 애비뉴/볼 로드 (오렌지/애너하임) - 링컨 애비뉴 (오렌지/애너하임) - 글래셀 스트리트/크레이머 불러바드 (오렌지/애너하임) - 메트로링크 인랜드엠파이어-오렌지군 선 (애너하임) - 터스틴 애비뉴 (애너하임) - 주도 제91호선 (리버사이드 프리웨이) (애너하임) - 레이크뷰 애비뉴 (애너하임) - 주도 제90호선 (임페리얼 하이웨이) (애너하임) - 샌타애나강 자전거 도로 (애너하임) - 위어 캐년 로드 (애너하임/요바린다) - 집섬 캐년 로드 (요바린다) | - 그린 리버 로드 (코로나) - 메트로링크 91/페리스 밸리 및 인랜드엠파이어-오렌지군 선 (코로나) - 주도 제71호선 (코로나 프리웨이) - 프라도 댐 - 리버 로드 (노르코/이스트베일) - 햄너 애비뉴 (노르코) - 주간고속도로 제15호선 (온타리오 프리웨이) (노르코) - 밴 뷰렌 불러바드 (주루파밸리) - 메트로링크 리버사이드 선 (주루파밸리/리버사이드) - 미션 불러바드/부에나 비스타 애비뉴 (주루파밸리/리버사이드) - 주도 제60호선 (포모나 프리웨이) (주루파밸리/리버사이드) - 마켓 스트리트 (주루파밸리/리버사이드) - 리버사이드 애비뉴 (콜턴) - 라 카데나 드라이브 (콜턴) - 메트로링크 인랜드엠파이어-오렌지군 선 (콜턴) - 철도교 (콜턴) - 마운트 버논 애비뉴 (콜턴) - 암트랙 선셋 리미티드 & 텍사스 이글 (콜턴) - 주간고속도로 제10호선 (샌버너디노 프리웨이/레들랜즈 프리웨이) (콜턴) - 주간고속도로 제215호선 (샌버너디노 프리웨이/리버사이드 프리웨이) (샌버너디노) - E 스트리트 (샌버너디노) - 워터맨 애비뉴 (샌버너디노) - 애로우 통근 철도 서비스 (샌버너디노) - 오렌지 쇼 로드 (샌버너디노) - 티페카누 애비뉴 (샌버너디노) - 앨라배마 스트리트 (레들랜즈) - 주도 제210호선 (푸트힐 프리웨이) (레들랜즈) - 오렌지 스트리트 (레들랜즈) - 그린스팟 로드 (하일랜드) - 샌타애나 캐년 로드 - 세븐 오크스 댐 - 주도 제38호선 |

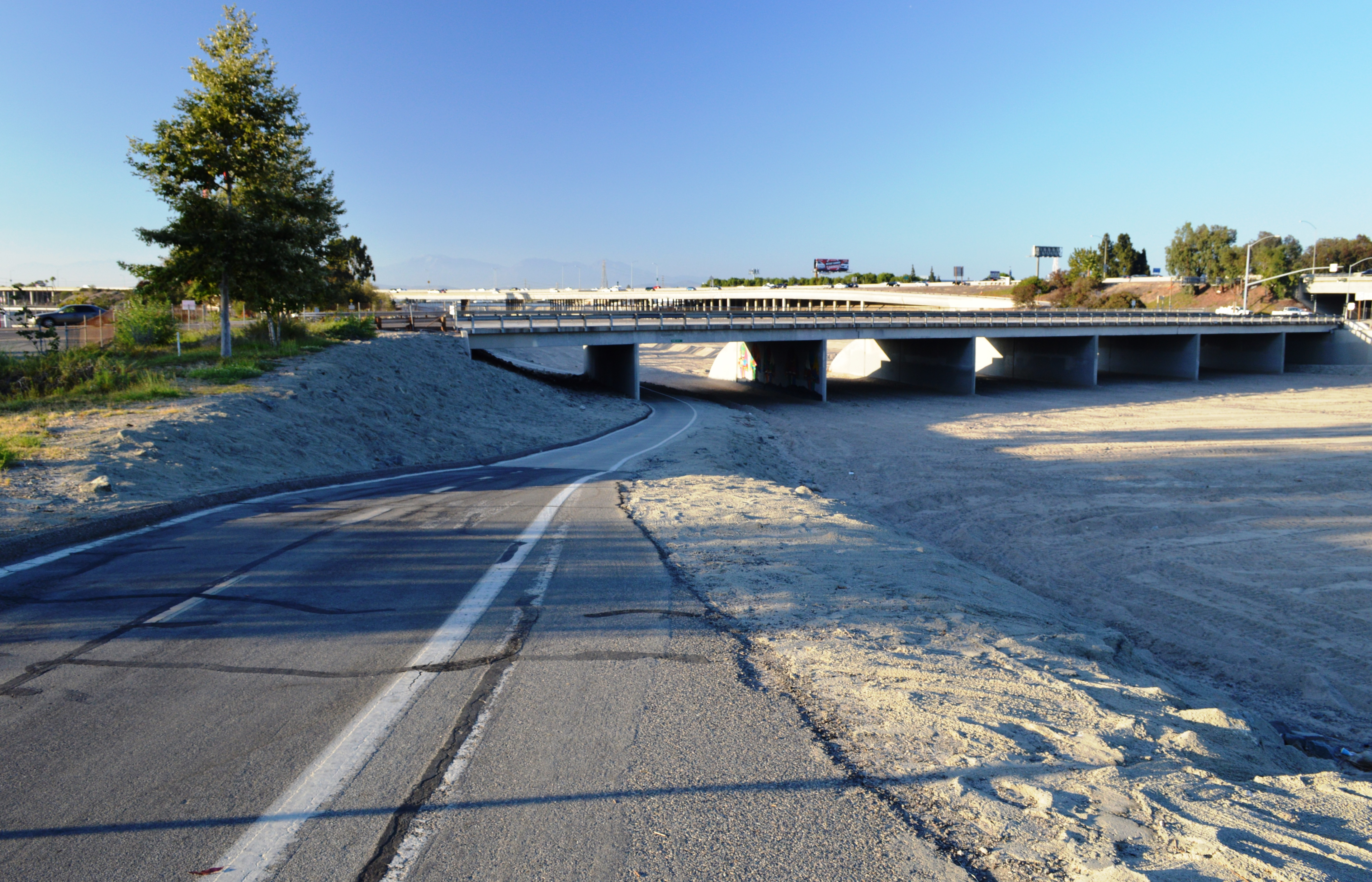
애너하임 에인절스 스타디움 근처 오렌지우드 애비뉴 교량

## 같이 보기
- 오렌지군 (캘리포니아주)의 강 목록
- 샌타애나강의 지류 목록
- 분류:샌타애나강 유역의 거주지
- 캘리포니아주의 강 목록
- 유역 주제 목록

### 기록 보관소 컬렉션
- 샌타애나강 보고서 안내서. 스페셜 컬렉션 및 아카이브, UC 어바인 도서관, 어바인, 캘리포니아.

### 기타
- 샌타애나 유역 협회
- 샌타애나강 유역 연합